# Helmut Bilek
Helmut Bilek (* 6. Februar 1910 in Friedland in Böhmen) war ein deutscher Architekt aus Offenbach am Main. Er war vor allem im modernen Kirchenbau tätig und erlangte Bekanntheit durch den Entwurf mehrerer Diasporakirchen im Landkreis Offenbach.

## Bauten und Entwürfe
- 1950–1951: Katholische Kirche St. Marien in Götzenhain (Dreieich)[2]
- 1953–1954: Katholische Kirche St. Marien in Dudenhofen (Rodgau)[3]
- 1955: Katholische Kirche Heilig Kreuz in Echzell[4]
- 1955–1956: Katholische Kirche Heilig Kreuz in Offenbach am Main[2]
- 1956: Katholische Kirche St. Johannes Evangelist in Merlau (Mücke)[5]
- 1955–1957: Katholische Kirche St. Martin in Dietzenbach[6]
- 1964–1965: Katholische Kirche Christkönig in Rothenbergen (Gründau)[7]
- 1964–1967: Katholische Kirche St. Christoph in Gravenbruch (Neu-Isenburg)[8]

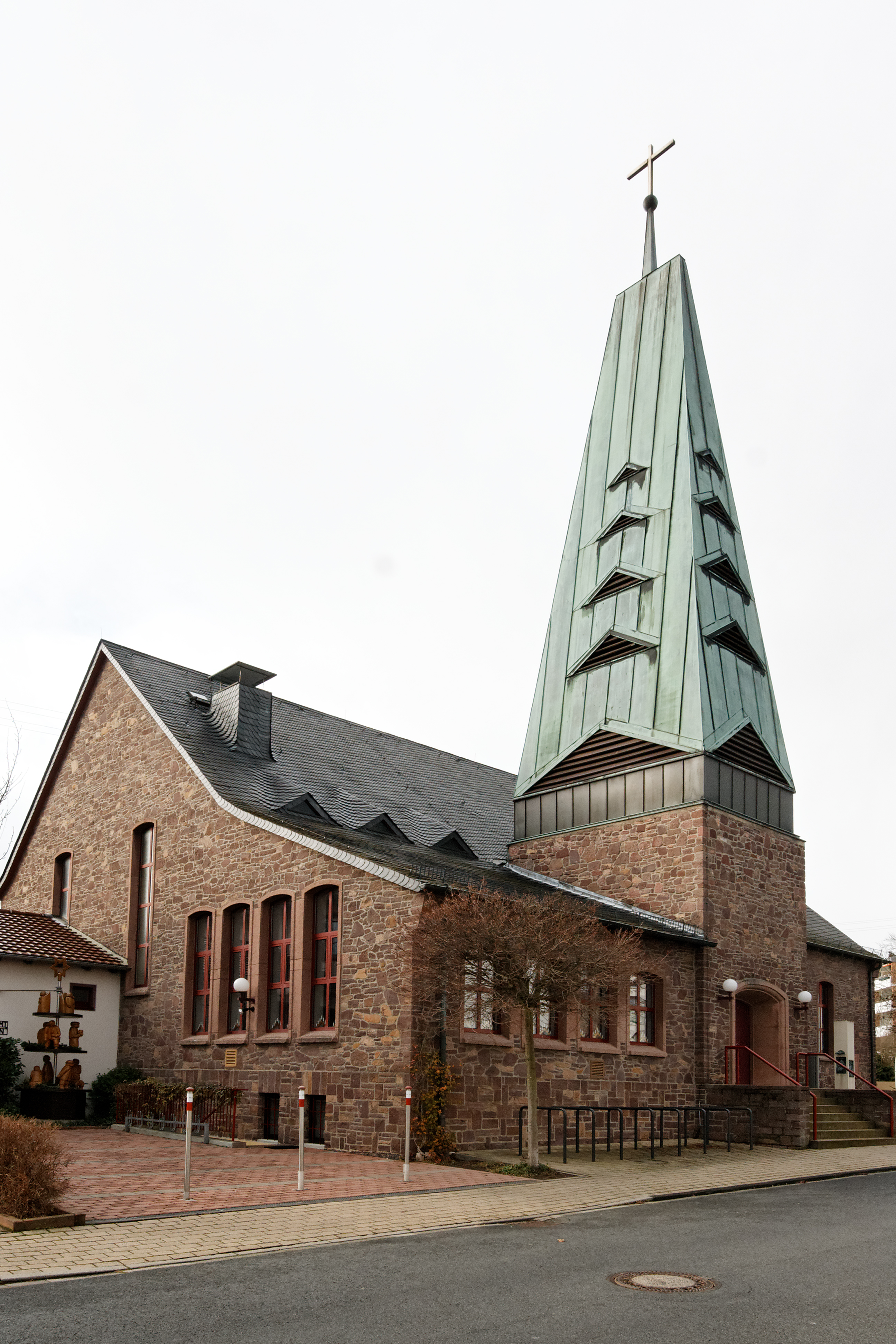
St. Marien in Götzenhain
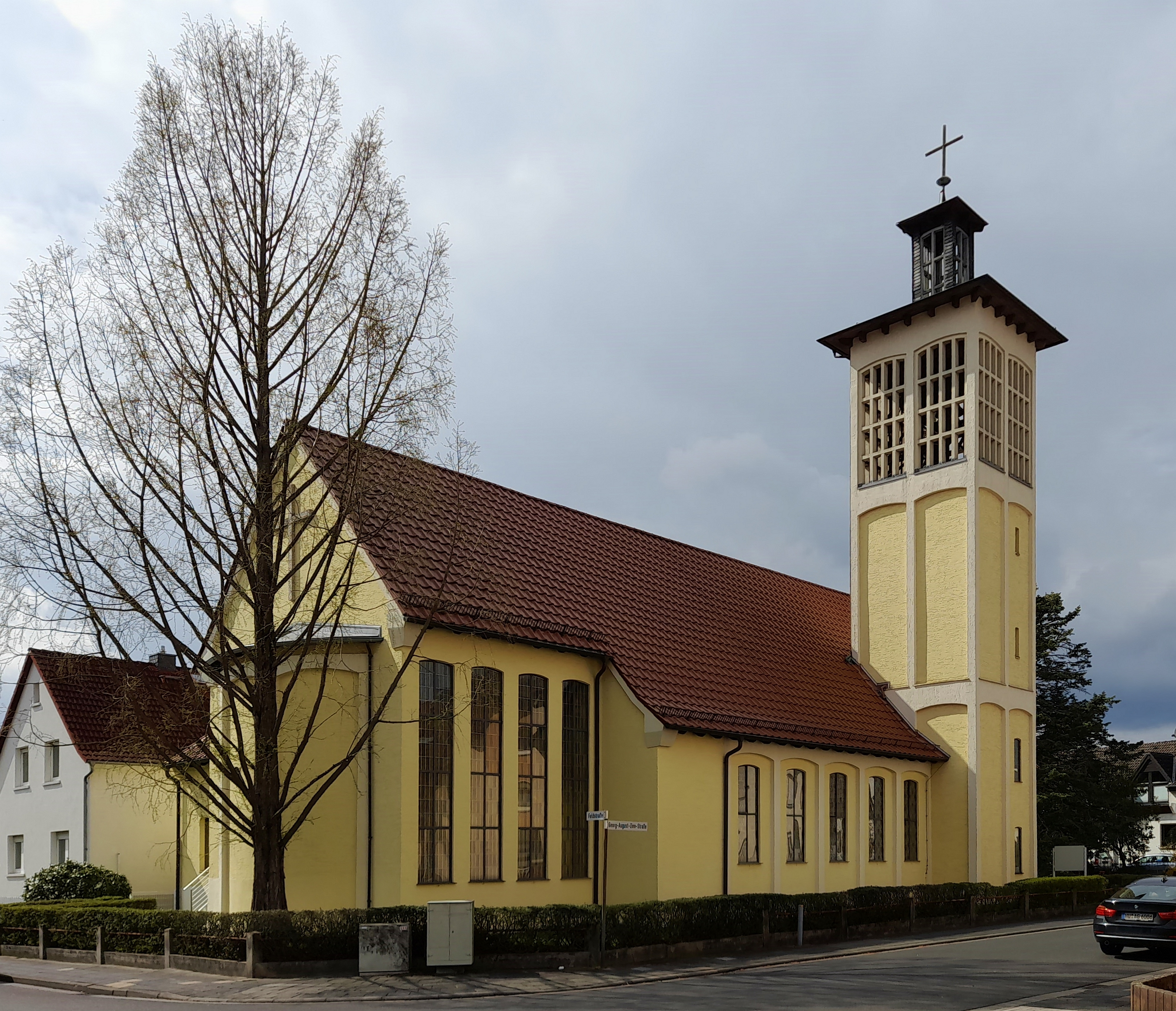
St. Marien in Dudenhofen
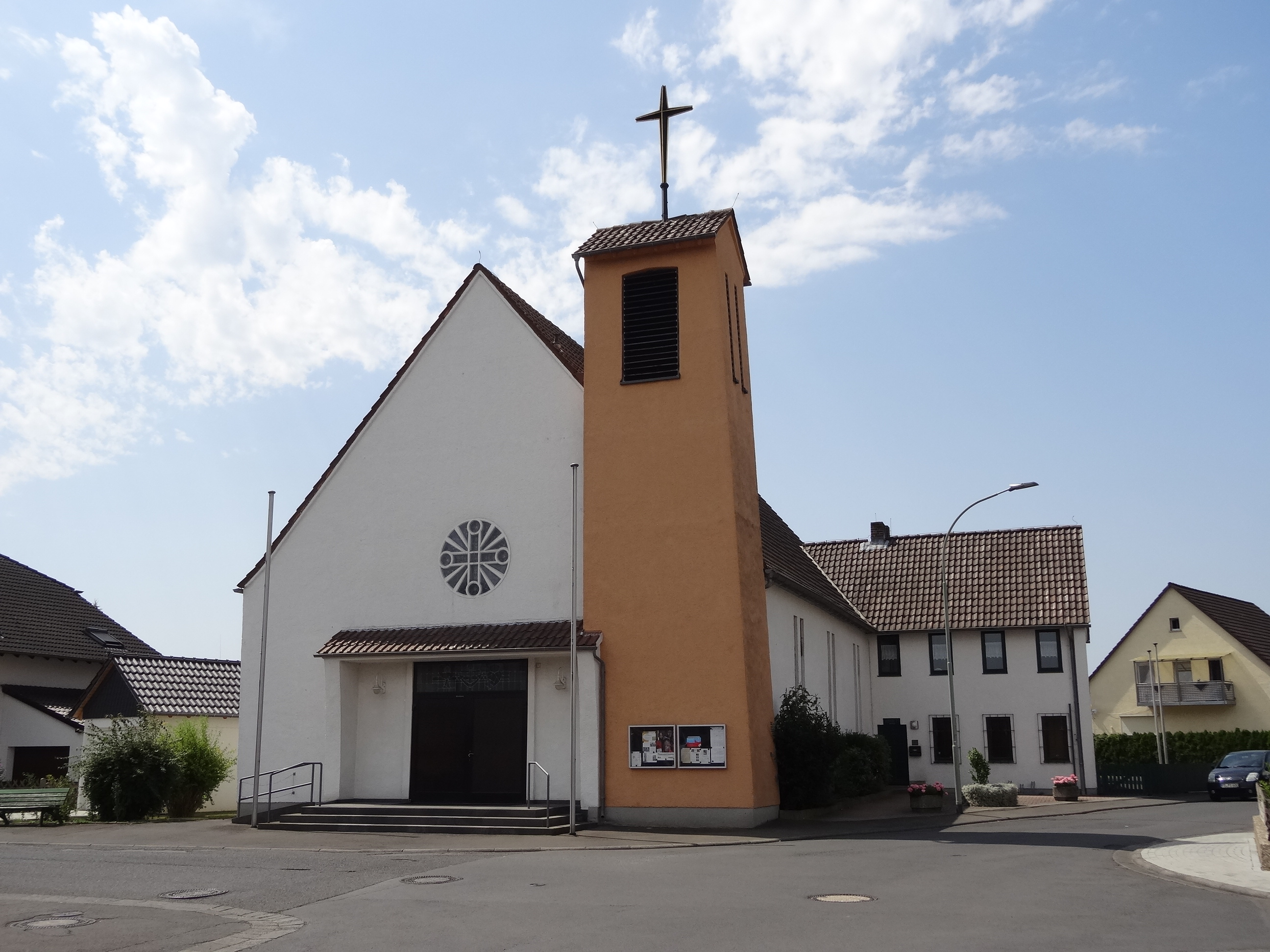
Heilig Kreuz in Echzell
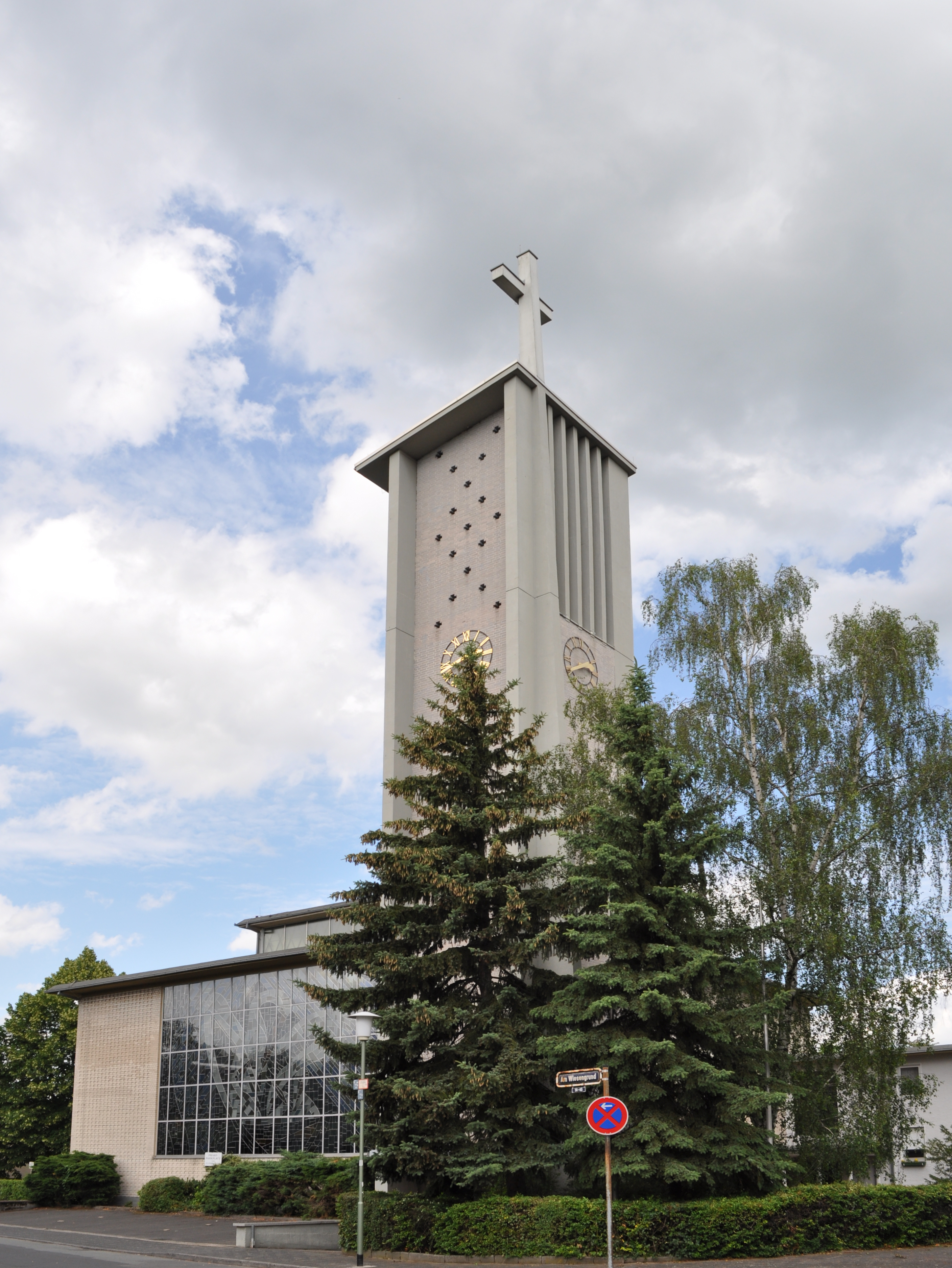
Heilig Kreuz in Offenbach
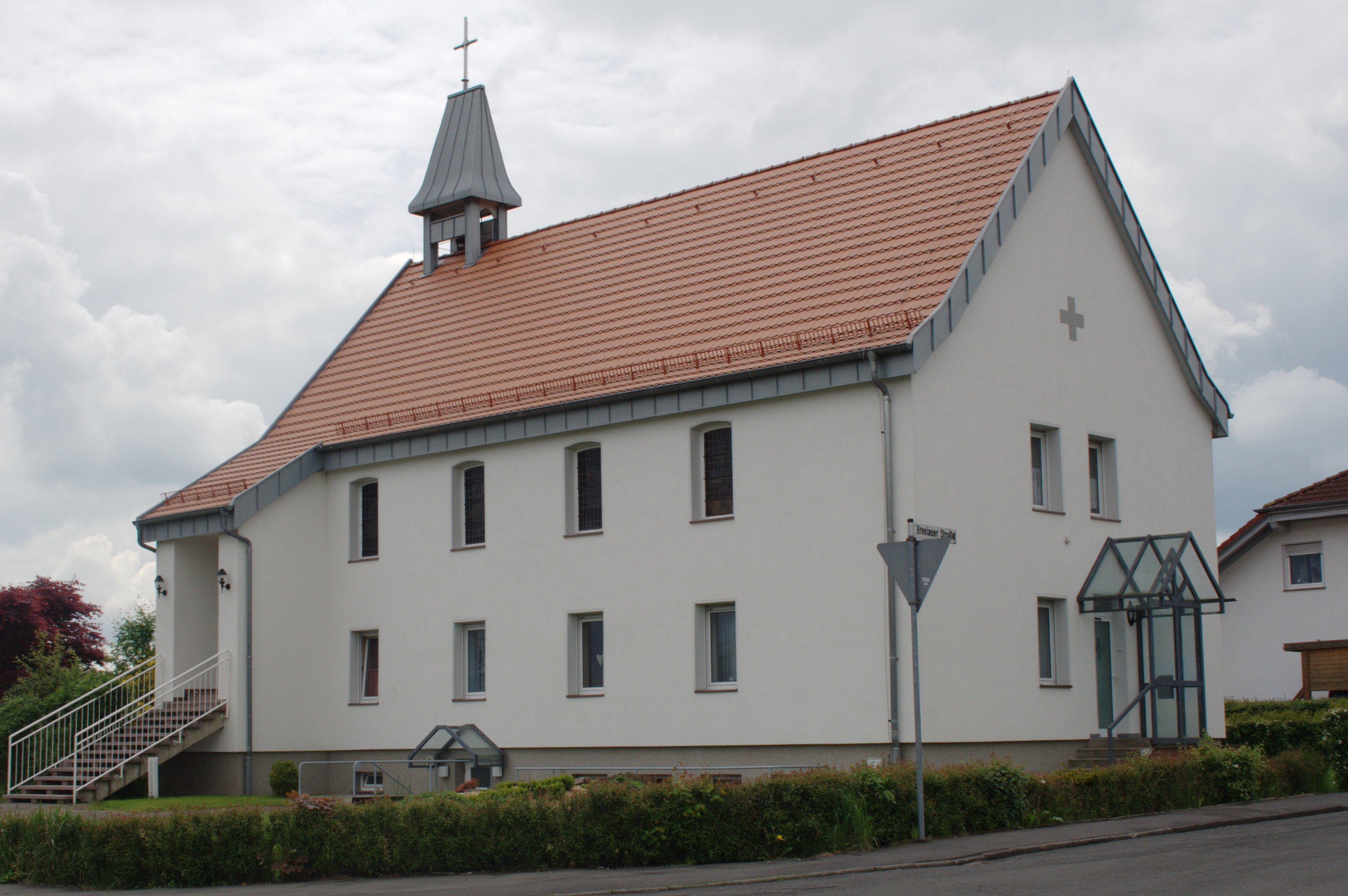
St. Johannes Evangelist in Merlau
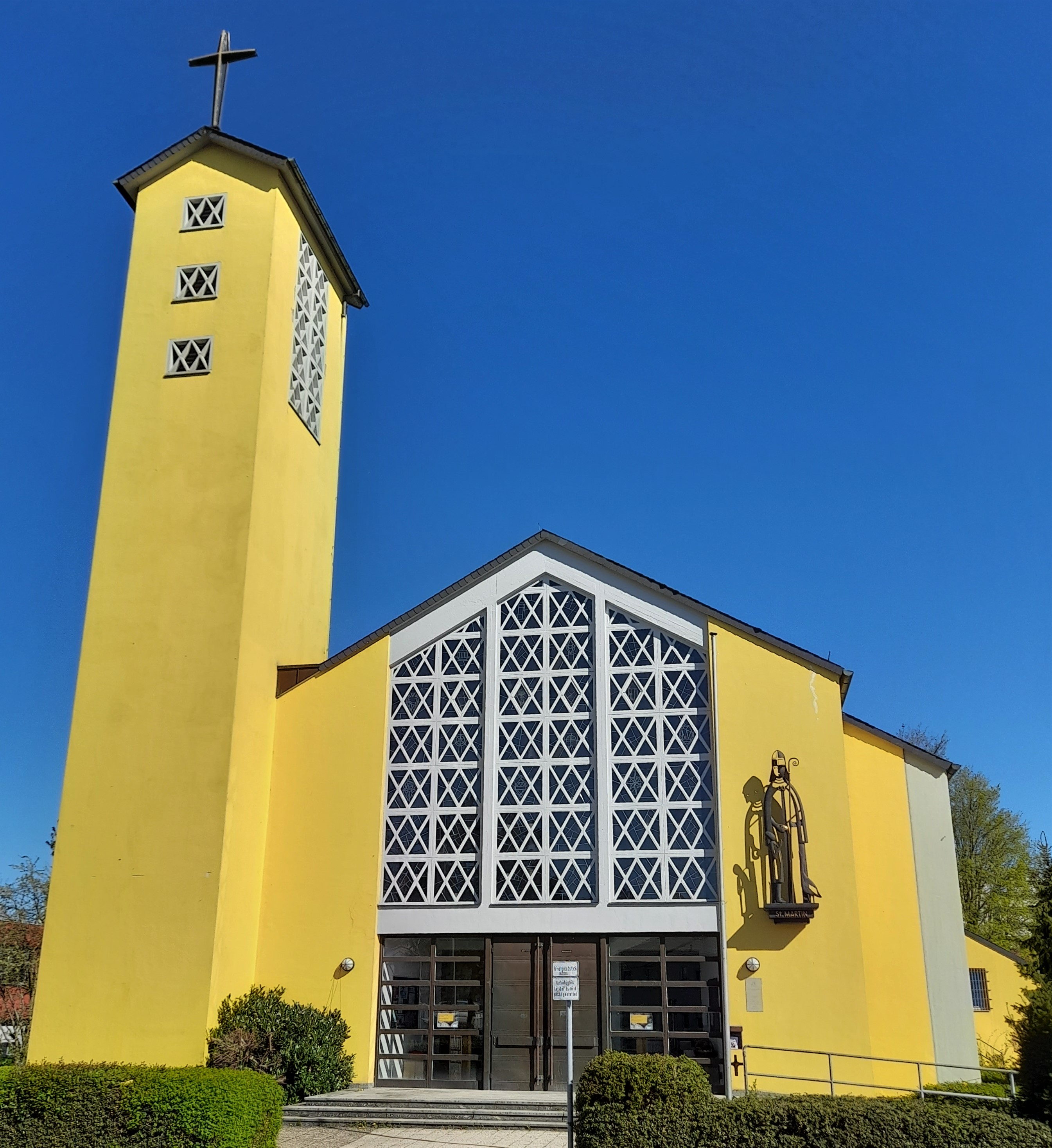
St. Martin in Dietzenbach
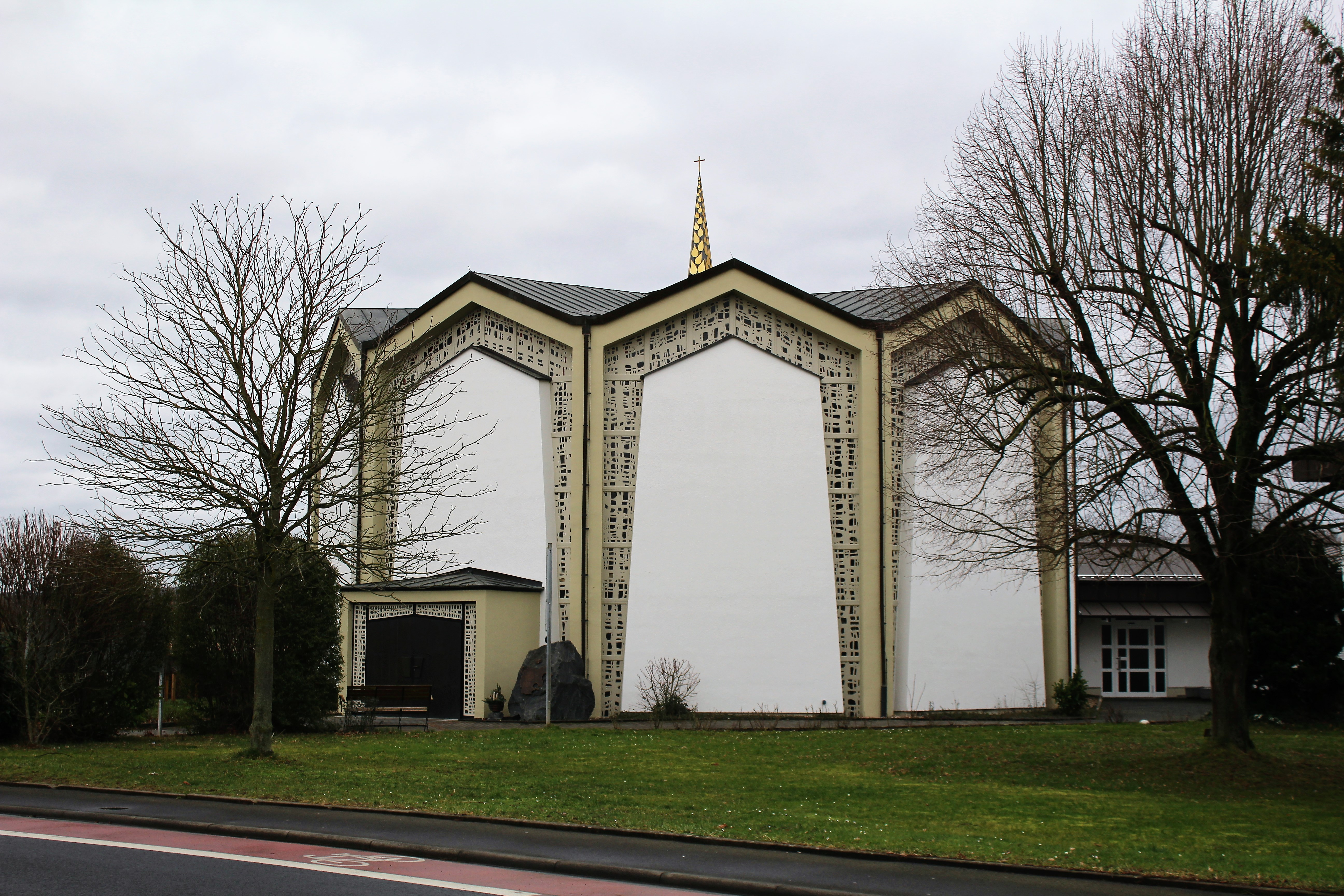
Christkönig in Rothenbergen
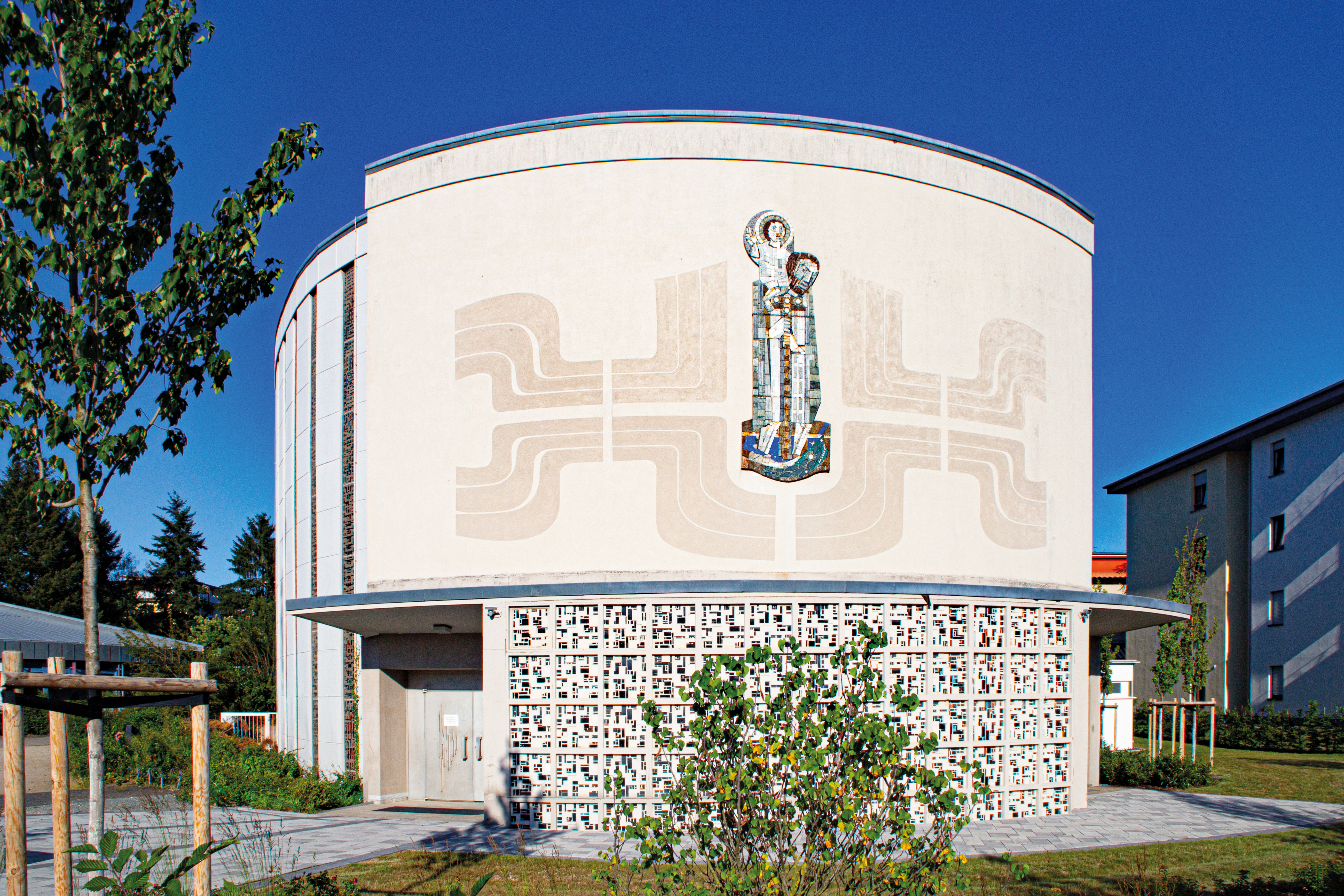
St. Christoph in Gravenbruch